# Luplun (Sícchez)
Luplun es una localidad peruana ubicada en el distrito de Sícchez, perteneciente a la provincia de Ayabaca del departamento de Piura, al norte del Perú. 

## Ubicación
Luplun se ubica al norte de la provincia de Ayabaca, en el distrito de Sícchez, en el departamento de Piura.

## Demografía
En 2017 Luplun tenía una población de 2 habitantes.
| Gráfica de evolución demográfica de Luplun entre 1993 y 2017 |
|                                                              |
| Fuentes: Población 1993 y 2017                               |